# Bonifacio
Bonifacio (Bunifaziu em corso) é uma comuna e uma cidade da região da Córsega do Sul. Tem 138, 36 km² e 2.658 moradores. Bonifacio é a comuna mais meridional da França Metropolitana. O Estreito de Bonifacio separam a Córsega da ilha italiana da Sardenha.
Foi escolhida por Guy de Maupassant para ser o cenário principal de seu romance "Vendetta".

## Galeria de imagens

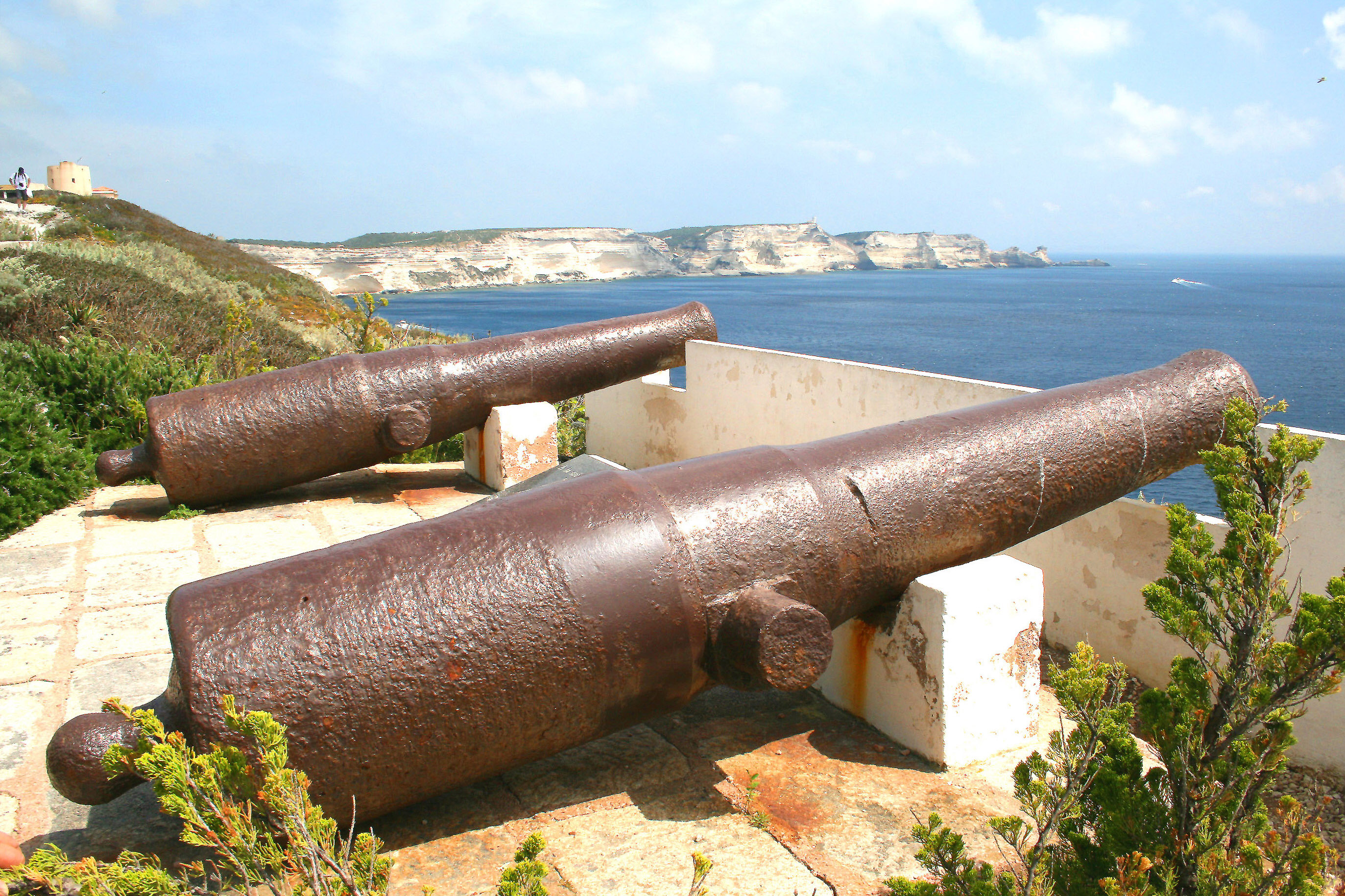
Os canhões do forte de Bonifacio.
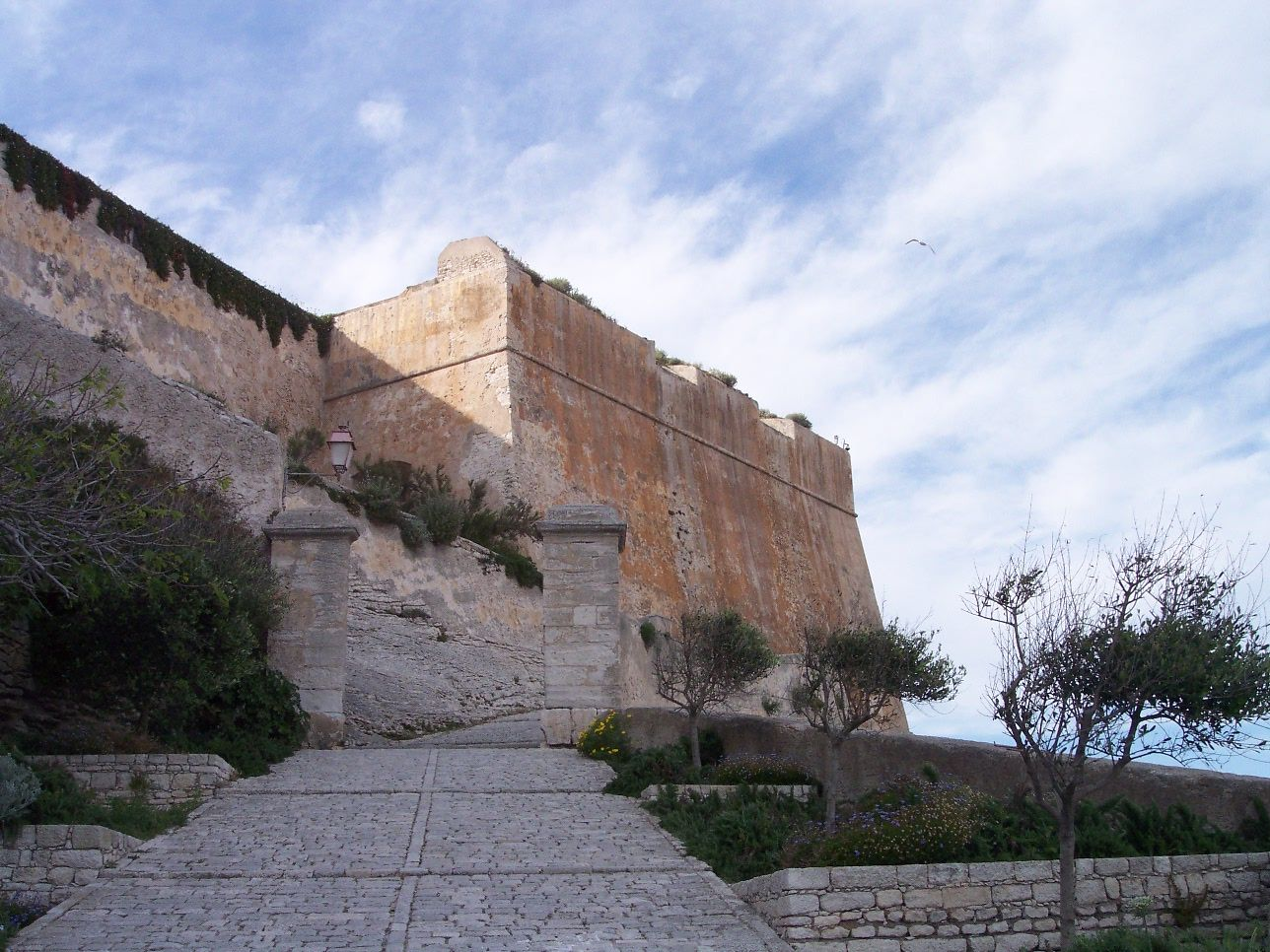
O forte de Bonifacio.
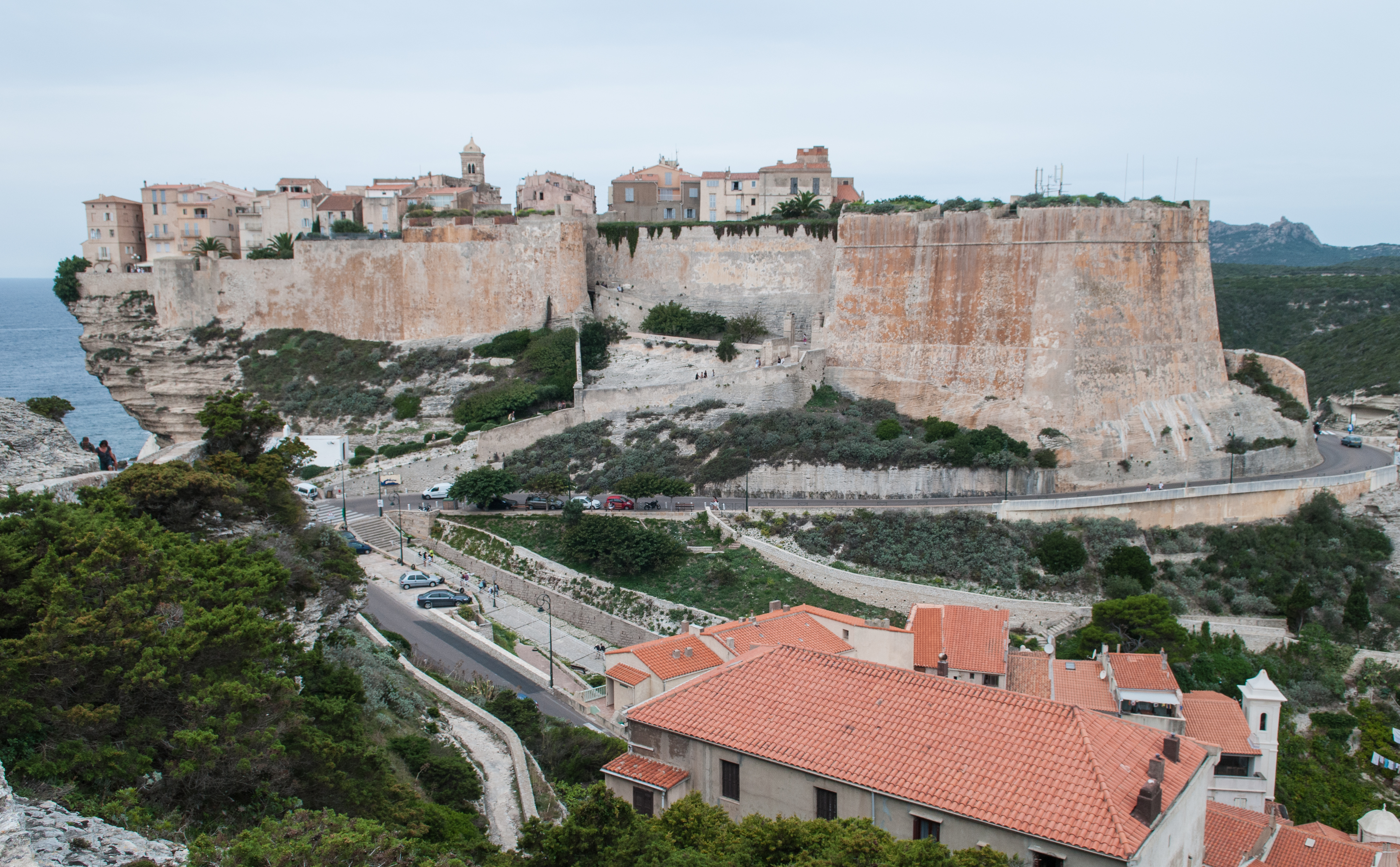
Vista do forte.